# Región de Tasman
La región de Tasman es una de las regiones y autoridades territoriales de Nueva Zelanda situada en el extremo noroeste de la Isla del Sur. Su consejo regional se encuentra en la ciudad de Richmond.
El nombre de esta región proviene de la bahía de Tasman, descubierta por el explorador neerlandés Abel Tasman.

## Geografía
Se encuentra rodeado por las regiones de la West Coast, Marlborough y Nelson. Se extiende sobre una superficie de 9.771 km². El monte Owen es su altura más alta, elevándose a 1.825 metros.
El paisaje es variado y va desde montañas, valles y llanuras con grandes ríos (Buller, Motueka, Aorere, Takaka y Wairoa), largas playas en el Mar de Tasmania y la bahía de Tasman. Tasman cuenta con tres parques nacionales: Parque nacional Abel Tasman (el más pequeño de Nueva Zelanda), el Parque nacional de los Lagos Nelson y el Parque nacional de Kahurangi.
- Datos: Q666142
- Multimedia: Tasman Region / Q666142